# Catharine (Nueva York)
Catharine es un pueblo ubicado en el condado de Schuyler en el estado estadounidense de Nueva York. En el año 2000 tenía una población de 1,930 habitantes y una densidad poblacional de 23 personas por km².

## Geografía
Catharine se encuentra ubicado en las coordenadas 42°18′46″N 76°47′05″O / 42.31278, -76.78472.

## Demografía
Según la Oficina del Censo en 2000 los ingresos medios por hogar en la localidad eran de $36,207, y los ingresos medios por familia eran $41,979. Los hombres tenían unos ingresos medios de $29,191 frente a los $24,327 para las mujeres. La renta per cápita para la localidad era de $16,496. Alrededor del 11.6% de la población estaban por debajo del umbral de pobreza.